# Tarbaleus
Tarbaleus is een geslacht van rechtvleugeligen uit de familie Dericorythidae. De wetenschappelijke naam van dit geslacht is voor het eerst geldig gepubliceerd in 1898 door Brunner von Wattenwyl.

## Soorten
Het geslacht Tarbaleus omvat de volgende soorten:
- Tarbaleus decoloratus Brunner von Wattenwyl, 1898
- Tarbaleus ferrugineus Willemse, 1922
- Tarbaleus inflatus Willemse, 1932
- Tarbaleus pilosus Brunner von Wattenwyl, 1898